# Lasioglossum lukulense
Lasioglossum lukulense är en biart som först beskrevs av Cockerell 1945.  Lasioglossum lukulense ingår i släktet smalbin, och familjen vägbin. Inga underarter finns listade i Catalogue of Life.